# Femø
Femø is een Deens eiland in de Oostzee ten noorden van het grotere eiland Lolland. Er zijn twee buurtschappen: Nørreby en Sønderby. Het eiland maakt deel uit van de in 2007 gevormde gemeente Lolland.
De haven bevindt zich aan de westkant van het eiland, met een veerdienst naar Kragenæs op Lolland. In het noordoosten bij Nørreby is er een particuliere landingsbaan van een hotel, voor kleine vliegtuigen. Tussen de haven en de beide dorpjes staat een lutherse kerk (Femø Kirke). De bevolking leeft hoofdzakelijk van akkerbouw.
Op het eiland was er elke zomer van 1971 tot 2015 in het noordoosten (Langemose) een feministisch vrouwenkamp (Femølejren).
Jaarlijks wordt in augustus een jazz-festival gehouden in het noordwesten.

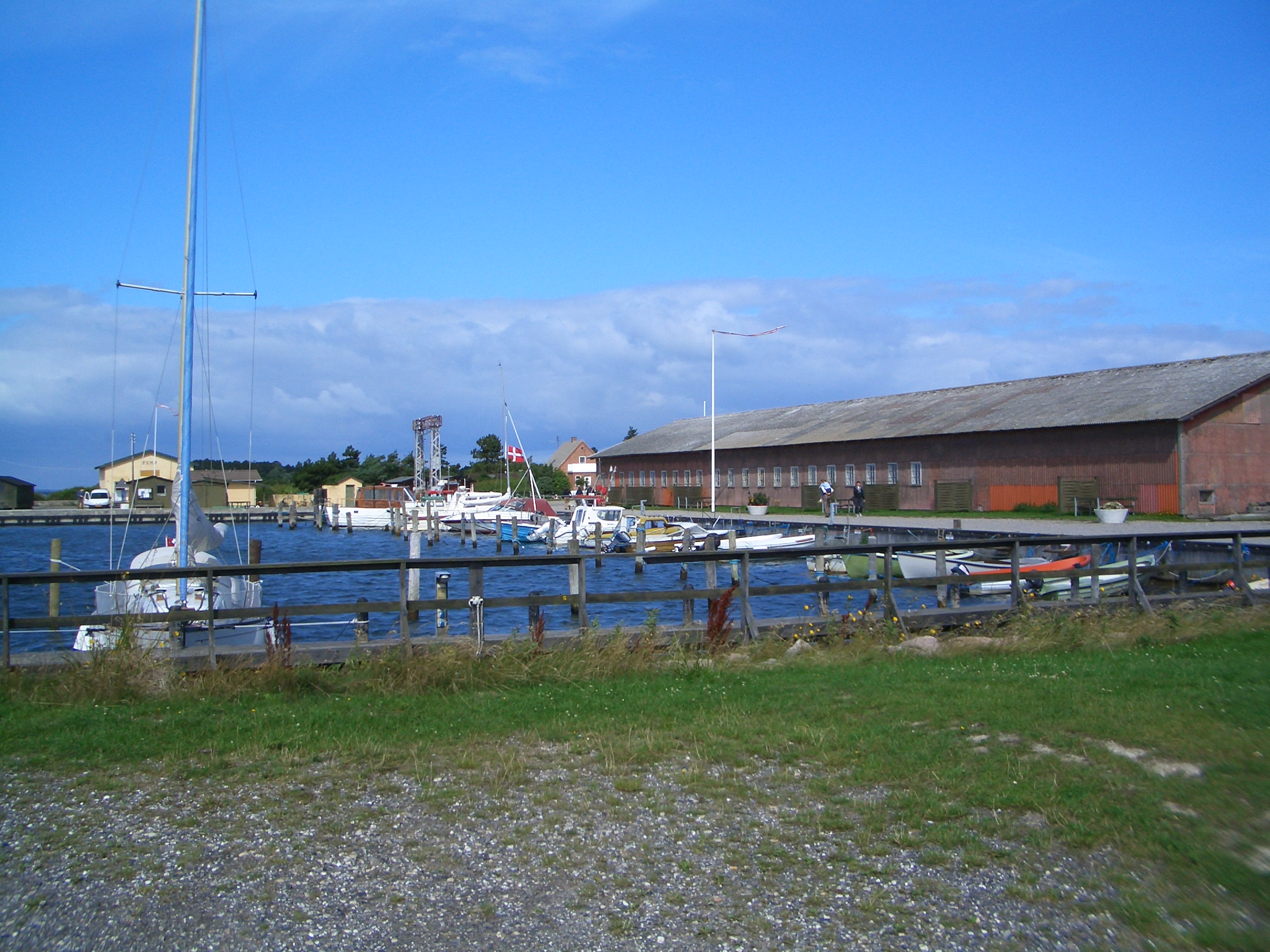
De haven van Femø
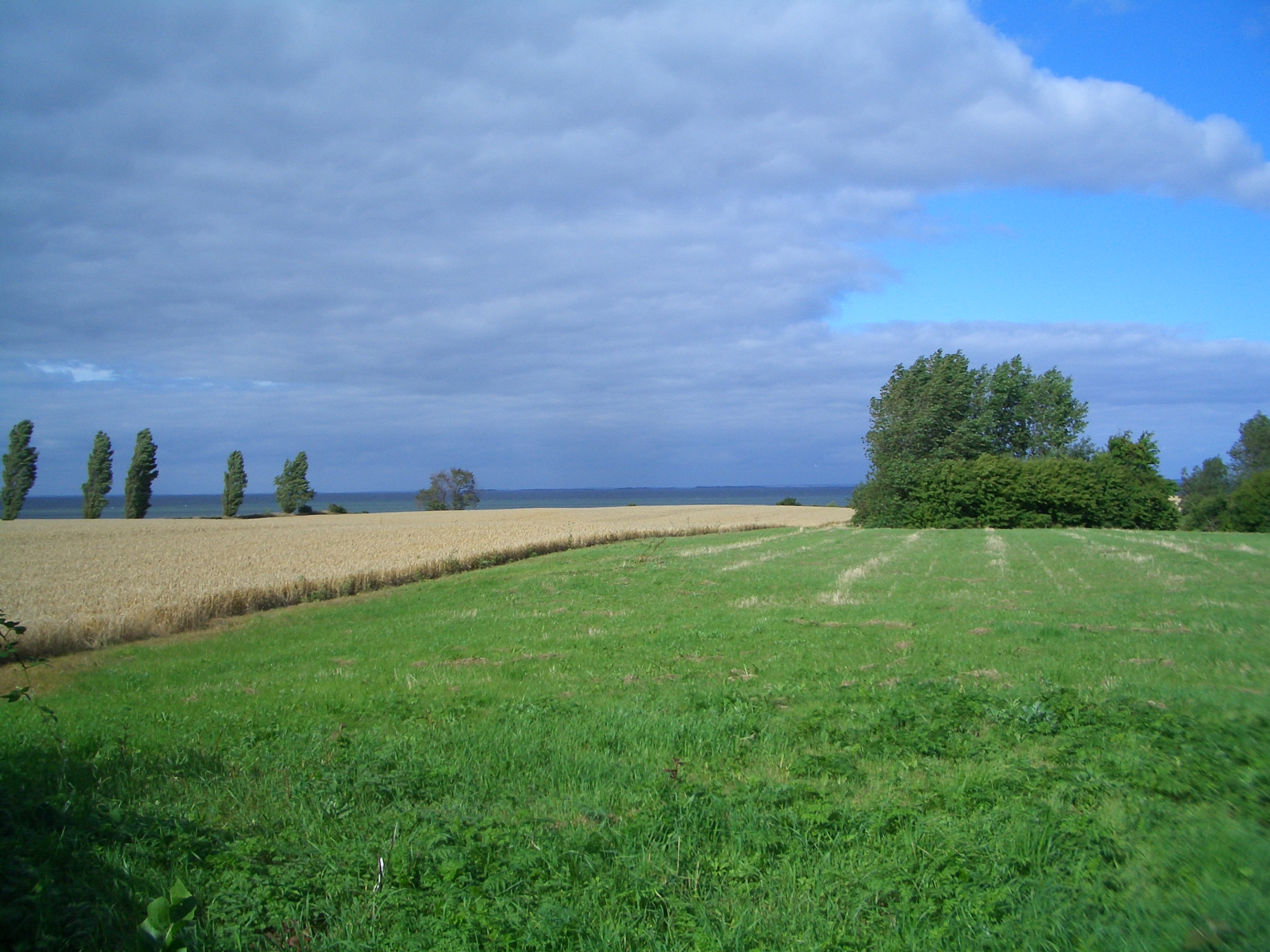
Het platteland
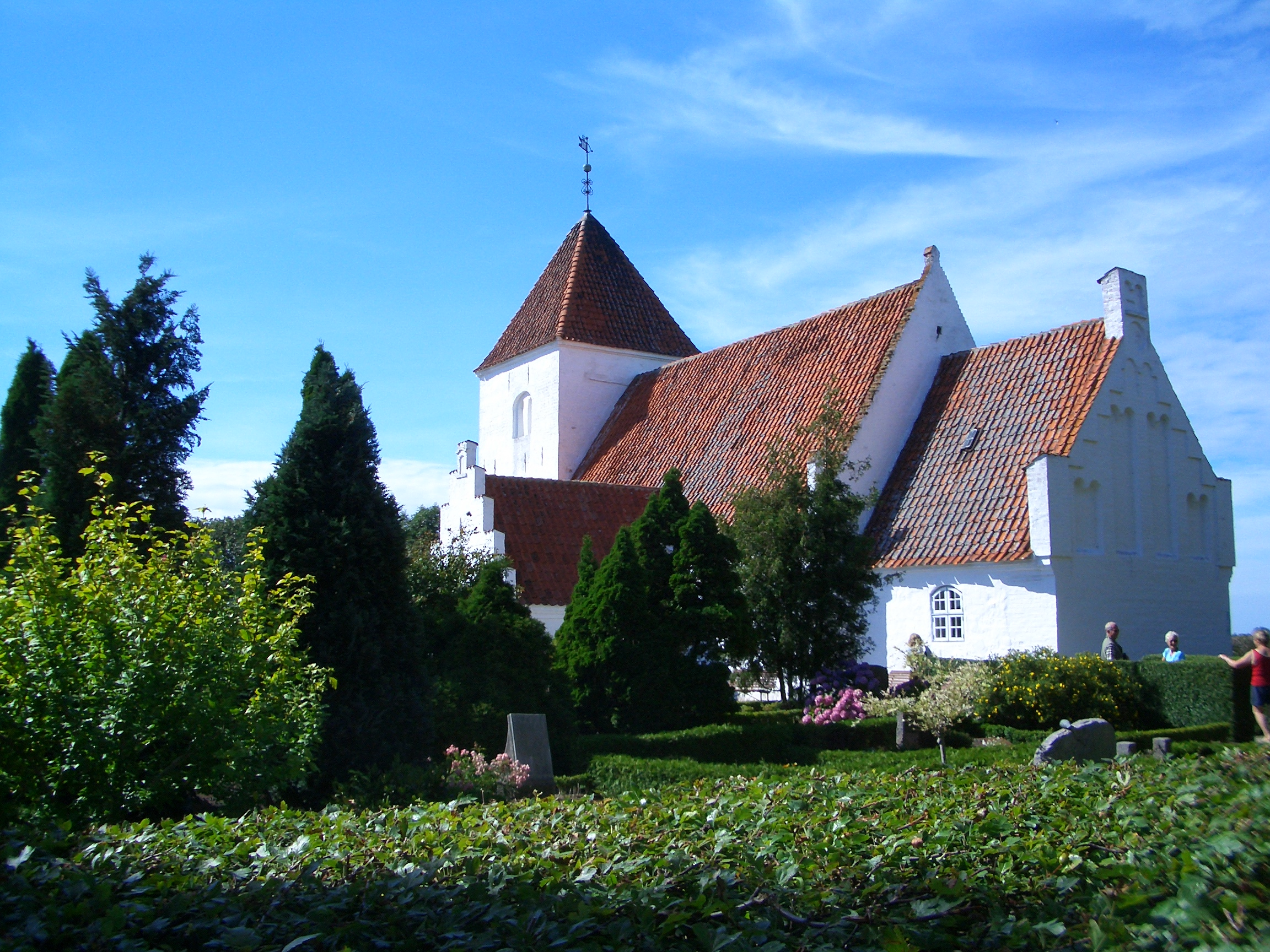
De kerk
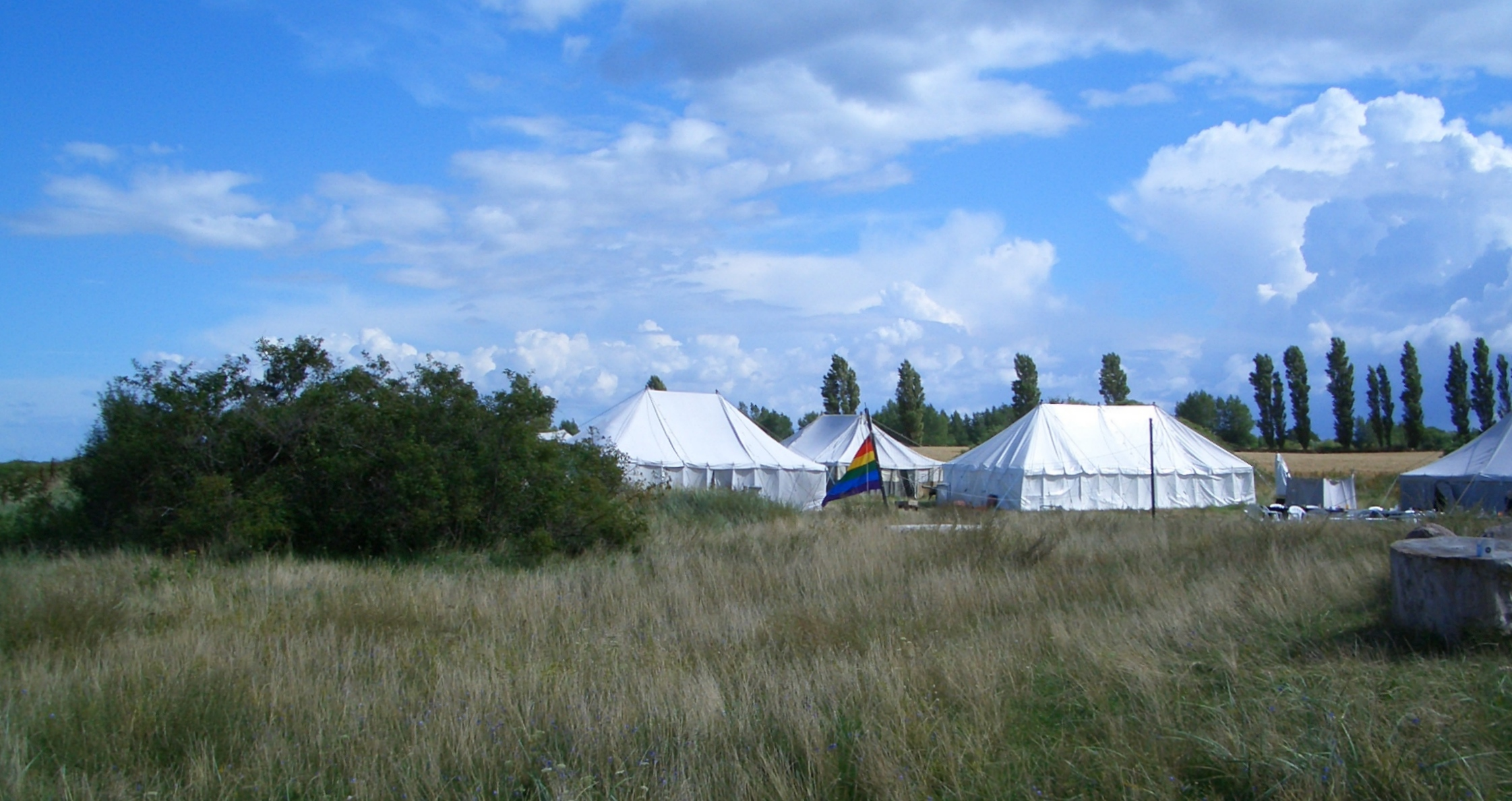
Vrouwenkamp